# 冷俊
冷俊（1963年12月—），男，汉族，中华人民共和国政治人物。现任国网电力科学研究院有限公司（南瑞集团有限公司）董事长、党委书记。第十四届全国政协委员。